# Hedvig Svedenborg
Hedvig Svedenborg, född Tamm 20 april 1872 på Tvetaberg i Tveta socken, Södermanland, död 28 oktober 1962 i Stockholm, var en svensk journalist och författare.

## Biografi
Åren 1910–1917 medarbetade Svedenborg i tidningspressen. Hennes författarskap inleddes 1914 med romanen Emigranterna. Till en början skrev hon underhållningsromaner för vuxna, medan det under 1920- och 1930-talen mestadels kom att bli ungdomsböcker som utkom på B. Wahlströms bokförlag. Hon skrev även två filmmanus för Hasselbladfilm i Göteborg 1917 och 1918.
Hon var dotter till filosofie doktorn Adolf Tamm och Anna Enell samt gift första gången från 1892 med sin kusin Clas August Lindbeck och andra gången, efter skilsmässa, från 1904 med Wilhelm Svedenborg.

### Varia
- Glimtar ur stockholmskt familjeliv på 70-80-talet. Stockholm: Bonnier. 1930. Libris 1335360
- Glimtar ur stockholmskt privatliv på 1890-talet. Stockholm: Bonnier. 1931. Libris 1368899

## Filmmanus
- 1917 – Löjtnant Galenpanna
- 1918 – Spöket på Junkershus